# Jaderná elektrárna Kúdankulam
Jaderná elektrárna Kúdankulam (tamilsky கூடங்குளம் அணுமின் நிலையம்) má být největší jadernou elektrárnou v Indii. Nachází se na jihu Indie, poblíž města Kúdankulam a mysu Comorin.

## Historie a technické informace

### Počátky
Stavba nové jaderné elektrárny v Kúdankulamu byla poprvé konzultována v roce 1982. Důvodem pro volbu lokality v okrese Tirunelveli byla skutečnost, že zde pracovalo pouze několik elektráren o celkovém instalovaném výkonu okolo 1000 MW a že ve svazovém státě Tamilnadu nebyla kapacita více než 2900 MW. 6. dubna 1986 oznámilo představenstvo Rady pro jadernou energetiku Srinivasan výstavbu elektrárny o výkonu 500 MW, která by mohla být v provozu již v roce 1987. Doba výstavby takových reaktorů však byla minimálně tři roky. Přestože je Kúdankulam považován za nejvhodnější lokalitu, umístění těchto elektráren v Indii je poměrně obtížné vzhledem k hustotě osídlení, zejména s ohledem na velikost těchto 500 MW reaktorů. 

### Výstavba první fáze

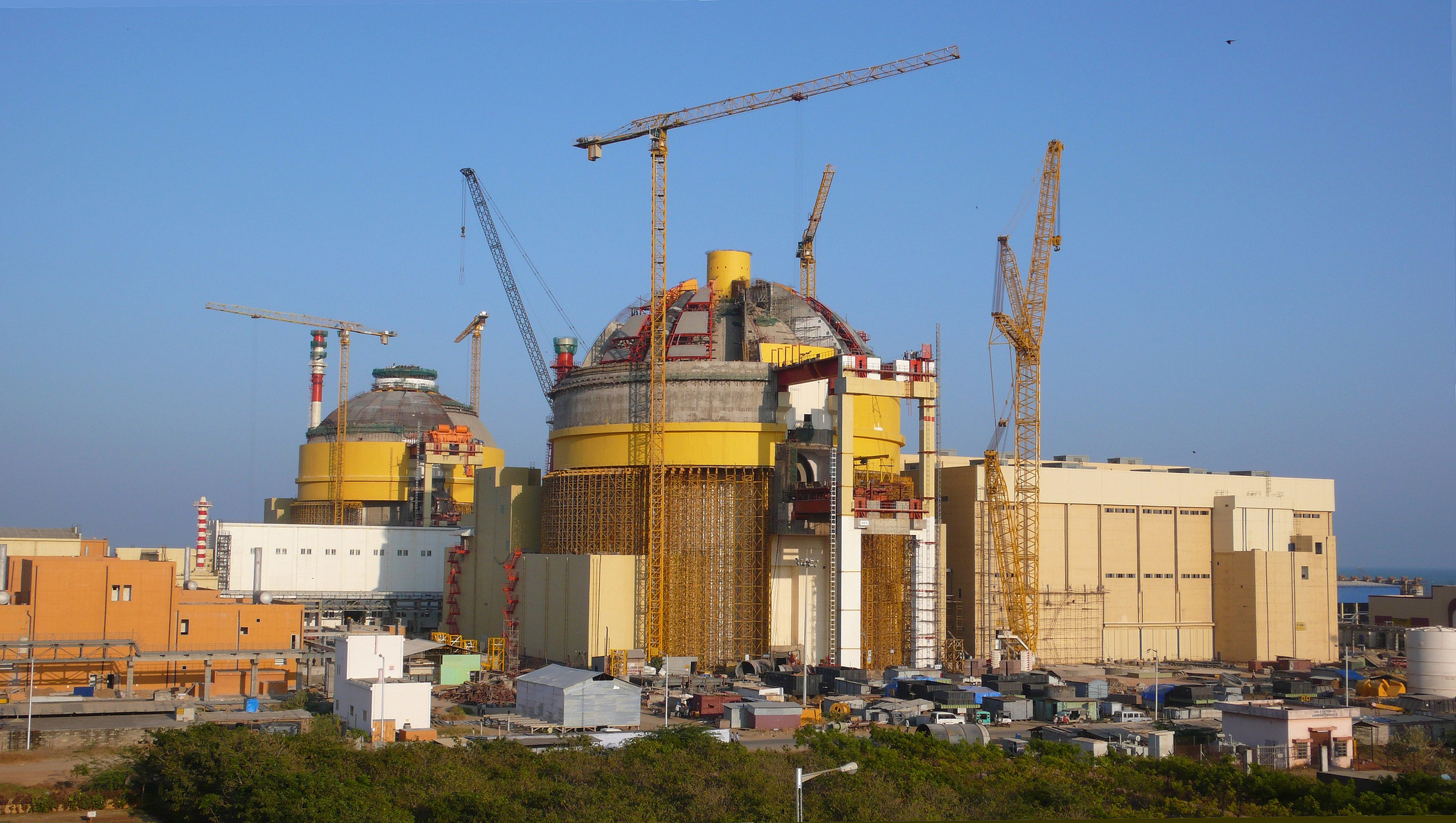
Výstavba bloků 1 a 2 v roce 2008

V roce 1988 byla podepsána smlouva s generálním tajemníkem Sovětského svazu Michailem Gorbačovem na dodávku dvou tlakovodních reaktorů ze Sovětského svazu do Indie. Projektovaný výkon jednoho bloku měl být 1000 MW, celková velikost projektu 2000 MW. Jako místo byl vybrán Kúdankulam. Geofyzikální průzkumy na místě následovaly v roce 1989. V témže roce ministr životního prostředí a lesů vymezil pozemek pro jadernou elektrárnu. Přestože byl projekt jedním z největších projektů jaderných elektráren v Indii, význam byl kladen pod význam výstavby dvou 500 MW tlakových těžkovodních reaktorů v Tárápuru, protože tamní reaktory byly považovány za klíčový projekt indického jaderného programu.
Standardně by podle smlouvy měl být první blok v provozu již v roce 1998. Po rozpadu Sovětského svazu v roce 1991 převzal výstavbu jaderné elektrárny nástupnický stát Rusko. Kvůli finančním potížím bylo sporné, zda budou reaktory vůbec postaveny, natož dodány. Rusko se také snažilo popřít, že země v projektu nahrazuje Sovětský svaz, protože podmínky v tržní ekonomice byly nepříznivější než ve státem řízené ekonomice. Vzhledem k těmto podmínkám bylo zrušení projektu předloženo společností Nuclear Corporation of India. Až 30. října 1996 se Indie a Rusko dohodly na výstavbě reaktorů za mírně odlišných smluvních podmínek. Nová smlouva vstoupila v platnost 22. června 1998, takže předběžné plánování revidovaného projektu mohlo začít. Rusko také poskytne půjčku 2,5 miliardy dolarů, která by měla pokrýt asi 85 % nákladů projektu. Palivo mělo být dodáváno také z Ruska. V roce 2001 byly na místě zahájeny práce. 
Výstavba prvního bloku typu VVER-1000/412 byla zahájena 31. března 2002, s výstavbou druhého bloku se začalo 4. července 2002. Proběhla modernizace rozvoden, které pracují s napětím 400 a 220 kV, přičemž se začalo rozšiřování elektrické přenosové soustavy. Ty mají být navrženy tak, aby přes ně mohly být směrovány budoucí kapacity. Rozvodna pro jadernou elektrárnu Kúdankulam byla projektována na výkon 4000 MW. 
Zahájení provozu obou reaktorů se očekávalo v letech 2006 a 2008. Práce se však po tsunami v prosinci 2004 mírně zpomalily. Ačkoli dosáhlo pobřeží, nezaplavilo oblast. Přišly také finanční potíže, které projekt ještě více zbrzdily. V roce 2007 došlo k dalšímu odporu, když byl přístav Chenna Muttam poblíž mysu Comorin přeměněn na vojenskou námořní základnu na ochranu jaderné elektrárny. Po havárii jaderné elektrárny Fukušima-Daiichi protestovalo asi 3 000 lidí proti zprovoznění elektrárny Kúdankulam. Několik stovek lidí drželo 12. září 2011 hladovku, aby si vymohli neprovozování závodu, který byl v té době ve finální fázi výstavby. Čtyřiačtyřicetiletý rybář byl zastřelen, když zaútočil na policejní síly během násilných protestů mimo bezpečnostní perimetr, včetně zapalování místních kanceláří a obchodů. Stal se tak druhým mrtvým protijaderným demonstrantem v Indii.

### Spuštění první fáze
13. července 2013 ve 23:05 tamního času se reaktor 1. bloku poprvé dostal do kritického stavu. Vzhledem k blížícímu se připojení bloku k rozvodné síti oznámilo vedení svazové státu Tamilnádu, že odstávky elektřiny pro průmysl k 30. září 2013 budou z velké části zrušeny, s výjimkou období špiček mezi 18:00 a 22:00. Na rozdíl od dřívějška však mohla průmyslová odvětví odebírat celkem 60 % energie ze sítě namísto pouhých 10 % během špičkového zatížení.
22. října 2013 se první blok  poprvé připojil k síti. Ve 4:34 byl blok rychle odstaven a po programu zprovoznění stažen z rozvodné sítě k testování. 23. října mluvčí jaderné elektrárny očekával, že do večera téhož dne bude blok opět online a do 24. října bude opět online s výkonem 300 až 350 MW. Dalším krokem při uvádění do provozu je spuštění bloku na výkon 500 MW. V prosinci 2013 navštívili jadernou elektrárnu Kúdankulam mezinárodní experti. Ředitel jaderné elektrárny Sundar vysvětlil, že blok je od uvedení do provozu provozován indickými experty a že ruští experti jsou přítomni pouze jako asistenti, což mezinárodní experty překvapilo. Do 8. ledna 2014 byly všechny bezpečnostní systémy reaktorového bloku úspěšně otestovány na polovičním výkonu bloku. Tím se otevírá další krok pro další zvýšení výkonu na 700 MW výkonu elektrického bloku. 

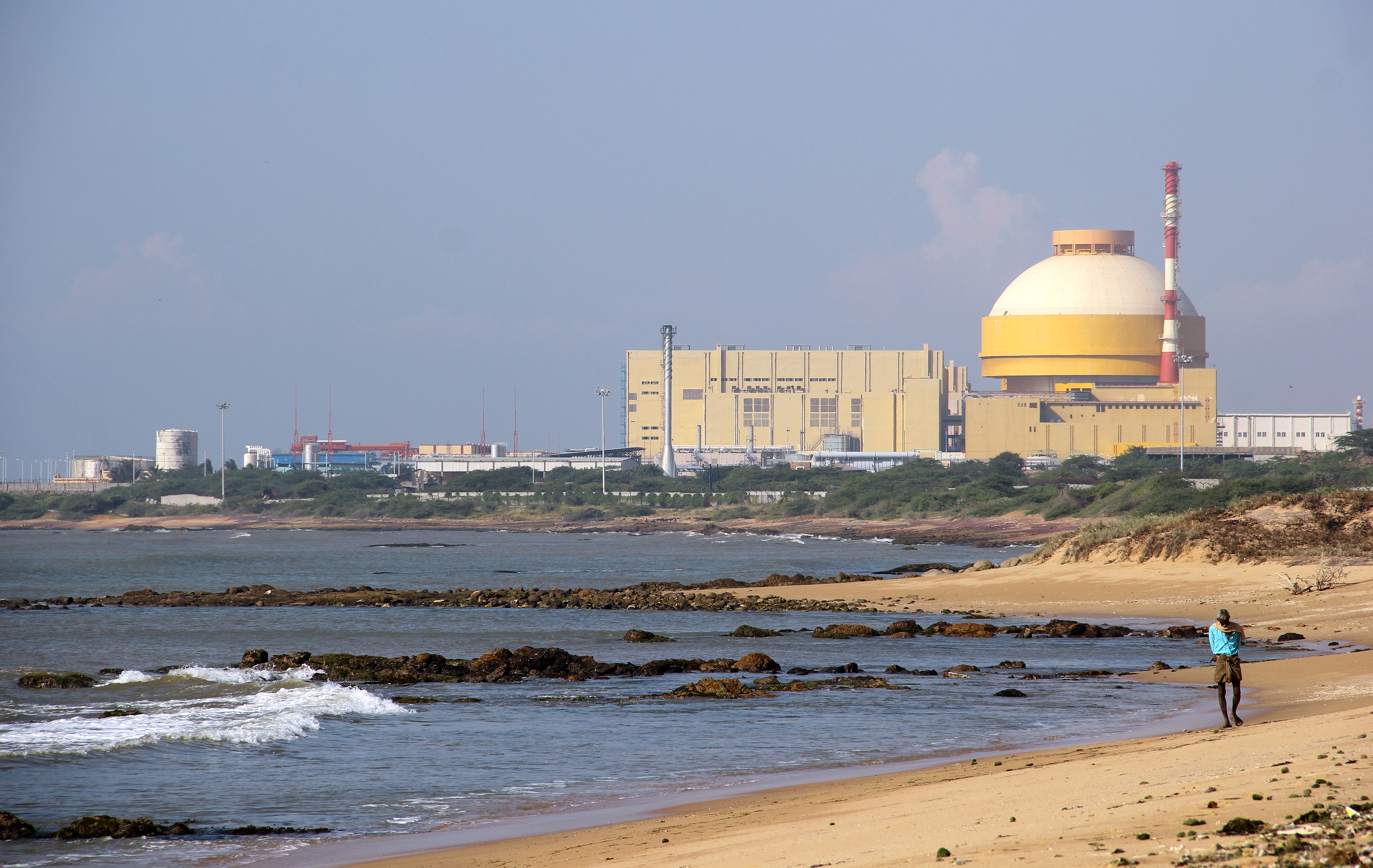
Jaderná elektrárna Kúdankulam

1. května 2014 dala Rada pro regulaci atomové energie souhlas k provozu prvního bloku na 90 % jmenovitého výkonu. Ráno 5. května blok dosáhl tohoto výkonu a vyrobil 900 MW, poté se ustálil na 880 MW. Zároveň byly ve druhém bloku realizovány přípravy na zkušební provoz, který je naplánován na červen 2014. Pokud by šlo vše podle plánu, byl by blok připraven na první zavážení paliva v červenci nebo srpnu, což umožní, aby se reaktor dostal do kritického stavu v listopadu nebo prosince.
Dne 7. června 2014 ve 13:20 hodin dosáhl první blok poprvé projektovaného jmenovitého výkonu 1000 MW a jel tak poprvé v plné zátěži. Vzhledem k tomu, že se jednalo o nejvýkonnější jaderný reaktor v Indii, běžel blok na výkonu, kterého dříve žádná jiná jaderná elektrárna v zemi nedosáhla. Ve srovnání s jinými typy elektráren je blok nejvýkonnějším blokem elektrárny v Indii, který nahrazuje uhelný blok 800 MW elektrárny Tata Mundra v Gudžarátu. Podle plánů společnosti Nuclear Power Corporation of India Limited má blok nějakou dobu běžet při plném zatížení, než budou provedeny další testy v tomto výkonovém rozsahu. Blok pak celý týden běžel v plné zátěži a poté byl pro testy výkon snížen na 900 MW. Samotný blok vykazoval stabilní provozní chování při plné zátěži. 16. července 2014 blok byl uveden do komerčního provozu pro první 30 až 35denní revizi.
29. srpna 2016 byl blok 2 poprvé synchronizován s elektrickou sítí a 31. března 2017 byl také uveden do komerčního provozu.

### Výstavba druhé fáze
Již v roce 2005 Atomstrojexport, dodavatel prvních dvou bloků, uvedl, že chce v Indii postavit další jaderné reaktory. Již 25. ledna 2007 podepsal Atomstrojexport kontrakt na výstavbu dalších čtyř reaktorů v Kúdankulamu. Bloky 3 až 6 mají být shodné modely s bloky 1 a 2 a rovněž dosahovat elektrického výkonu 1000 MW. V roce 2007 vzniklo mezi oběma státy memorandum o porozumění v souvislosti se dvěma reaktory. Do roku 2009 se počet dalších reaktorů v Kúdankulamu zvýšil na šest. To mělo v krátké době rapidně zvýšit podíl země na jaderné energii. Kromě AES-92 se již diskutovalo také o nástupnickém modelu AES-2006.
Rusko zprostředkovalo exportní úvěr ve výši 3,5 miliardy dolarů na třetí a čtvrtý blok. Tato částka stačí na financování přibližně 85 % prací na blocích. Celkové náklady na dva reaktory jsou 5,78 miliardy dolarů. Na začátku roku 2014 byly přípravné práce na místě pro dva bloky téměř dokončeny. Jednání s ruskou vládou o blocích byla dokončena v lednu 2014.
Výstavba třetího bloku začala 29. června 2017 a čtvrtého bloku 23. října 2017.

### Výstavba třetí fáze
V roce 2018 podepsaly Indie a Rusko rámcovou smlouvu a úvěrovou záruku na výstavbu bloků 5 a 6. Těžba dvou výkopových jam začala 17. listopadu 2018. 
Výstavba pátého bloku začala 29. června 2021 a šestého bloku 21. prosince 2021.
V dubnu 2023 byla z Volgodonsku do elektrárny dopravena tlaková nádoba reaktoru pro 5. rozestavěný blok.

### Výstavba čtvrté fáze
Dne 25. prosince 2023 byla podepsána smlouva mezi Indií a Ruskem, které zahrnovaly také výstavbu 7. a 8. bloku elektrárny. Nové bloky čtvrté fáze budou modelu VVER-1200 v zatím blíže nespecifikovaném provedení. Hrubý výkon každého bloku bude 1200 MW.

## Informace o reaktorech
| Reaktor      | Typ reaktoru   | Výkon   | Výkon   | Zahájení výstavby | Připojení k síti | Uvedení do provozu | Uzavření |
| Reaktor      | Typ reaktoru   | Čistý   | Hrubý   | Zahájení výstavby | Připojení k síti | Uvedení do provozu | Uzavření |
| ------------ | -------------- | ------- | ------- | ----------------- | ---------------- | ------------------ | -------- |
| Kúdankulam-1 | VVER-1000/412  | 932 MW  | 1000 MW | 31. 3. 2002       | 22. 10. 2013     | 7. 6. 2014         |          |
| Kúdankulam-2 | VVER-1000/412  | 932 MW  | 1000 MW | 4. 7. 2002        | 29. 8. 2016      | 15. 10. 2016       |          |
| Kúdankulam-3 | VVER-1000/412M | 917 MW  | 1000 MW | 29. 6. 2017       |                  | 2025               |          |
| Kúdankulam-4 | VVER-1000/412M | 917 MW  | 1000 MW | 23. 10. 2017      |                  | 2026               |          |
| Kúdankulam-5 | VVER-1000/412M | 917 MW  | 1000 MW | 29. 6. 2021       |                  | 2028               |          |
| Kúdankulam-6 | VVER-1000/412M | 917 MW  | 1000 MW | 20. 12. 2021      |                  | 2029               |          |
| Kúdankulam-7 | VVER-1200      | 1110 MW | 1200 MW | Návrh             | Návrh            | Návrh              | Návrh    |
| Kúdankulam-8 | VVER-1200      | 1110 MW | 1200 MW | Návrh             | Návrh            | Návrh              | Návrh    |